# Josef Hilarius Nowalski de Lilia

Nowalski de Lilia um 1920

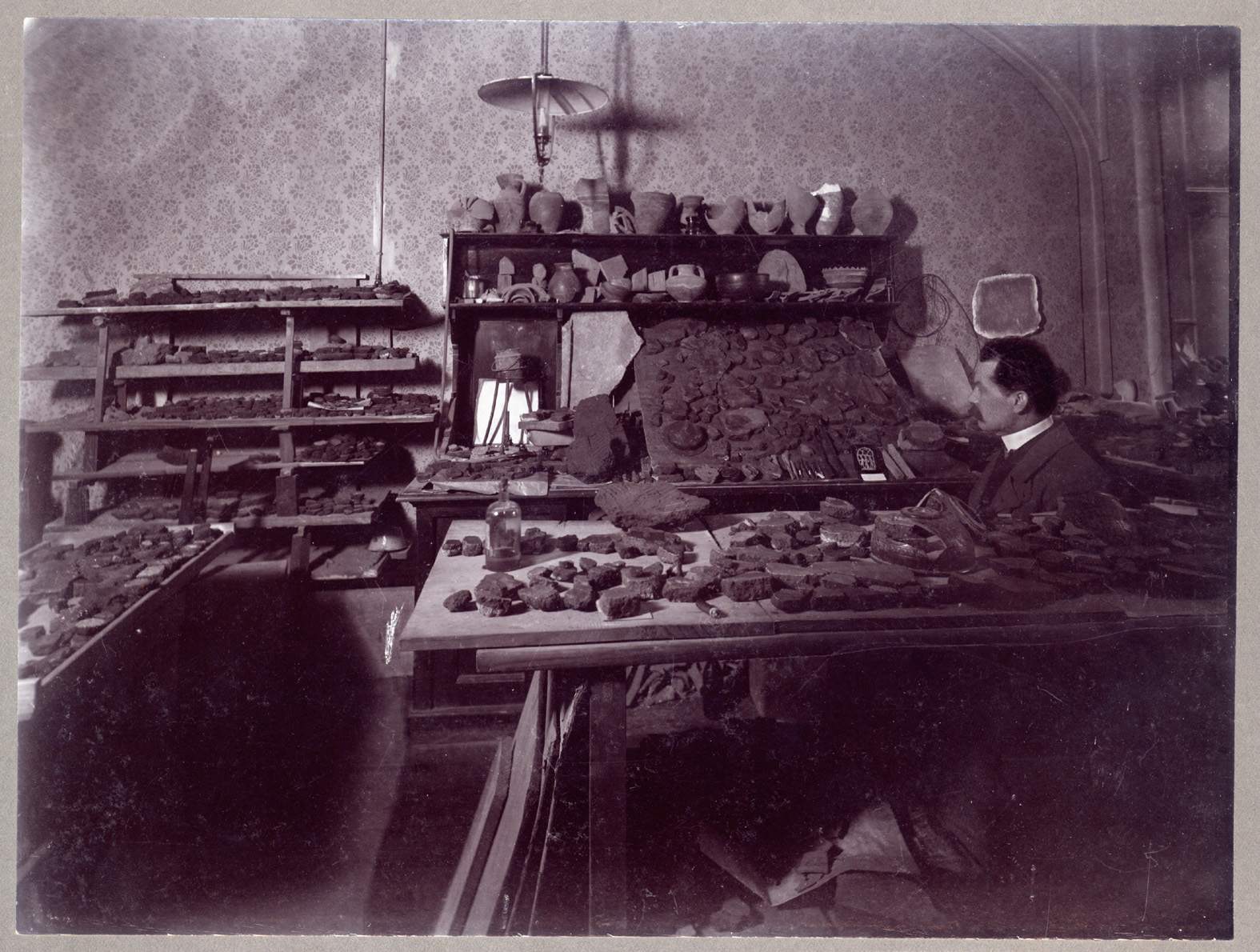
Nowalski in seinem Arbeitsraum

Josef Hilarius Nowalski de Lilia (* 3. Jänner 1857 in Krasne, Gmina Krasnopol; † 10. November 1928 in Wien) war ein polnischer und österreichischer Archäologe, der ab 1895 in Wien zahlreiche archäologische Untersuchungen zur römischen Vergangenheit (Vindobona) durchführte und auch an der Gründung des Museums Vindobonense maßgeblich beteiligt war. Er wurde 1901 Inspektor der städtischen Ausgrabungen.

## Leben
Nowalski wuchs als Sohn eines litauischen Gutsbesitzers auf und widmete sich dem Studium der klassischen Archäologie, der Ethnographie sowie der Epigraphik. Allerdings wird von Seiten der Wissenschaft auch vermutet, dass er ebenso an der Krakauer Kunstakademie studiert hat, zumal seine zahlreichen hinterlassenen Fundskizzen und Pläne von einer besonderen künstlerischen Qualität zeugen.

## Archäologische Laufbahn
Seine ersten archäologischen Schritte seiner großen Karriere in Österreich unternahm Nowalski in den Jahren 1892 bis 1897 auf Grabungen in Carnuntum.

## Kenner und Nowalski
Der Archäologe und Numismatiker Friedrich von Kenner (1834–1922) war seit 1865 ein maßgebliches Mitglied des am 3. März 1852 gegründeten Alterthumsvereins zu Wien. Dabei begann 1876 seine 42 Jahre andauernde Dienstlaufbahn bei diesem Verein, wobei er von 1902 bis 1918 auch als Präsident desselben fungierte. Zuvor war er schon im Dienste des allerhöchsten Kaiserhauses tätig, in dem er ab 1854 für die Münzen- und Medaillen- sowie Antikensammlung zuständig war, bis er 1883 selbst zu dessen Direktor aufstieg.
Nebenbei trat Kenner 1897 auch in die Funktion eines ersten Obmannes der neu etablierten Limeskommission, welche sich der Erforschung römischer Grenzanlagen widmete. 1875 erfolgte dann die Ernennung zum Konservator für Wiens altertümliche wie auch prähistorische Kunstdenkmale seitens der k.k. Central-Comission zur Erforschung und Erhaltung der Kunst- und historischen Denkmale, welche als staatliche Einrichtung an das Unterrichtsministerium gebunden war. Aufgabe jener Institution war es Baudenkmale aller Kronländer für die Nachwelt zu erhalten, zu dokumentieren sowie auch zu konservieren.
Die wichtigste Grundlage für die archäologische Forschung des Stadtgebietes von Wien war die rege Bautätigkeit in der Inneren Stadt. 1892 entstand eine Liste vom Wiener Gemeinderat, welche insgesamt 1264 Gebäude, die zum Abbruch freigegeben wurden, auflistete. Während der Abbrüche der Bauten begann man intensiv nach Altertümern zu suchen und diese auch so gut es geht zu bergen.
Im Zuge der zahlreichen Hausabrisse beschloss die Central-Comission am 29. November 1895 aufgrund der anfallenden Bergungsarbeit der möglichen Fundobjekte zwei weitere Mitglieder der k.k. Central-Comission mit der Beobachtung der Baustellen zu betrauen.
Jene, die mit der Beaufsichtigung der Baustellen betraut waren, waren auch dazu ermächtigt, Prämien an die Bauarbeiter sowie an die Poliere auszuzahlen, um diese darin zu ermutigen, besonders auf bei Abrissarbeiten zu Tage getretene Fundstücke zu achten.
Mit der Zeit erkannte Kenner auch die Notwendigkeit jemanden mit der Aufsicht über die Großbaustellen zu beauftragen. Dabei fiel seine Wahl auf Nowalski, welcher sich als einer der eifrigsten Berichterstatter Kenners hervortat, und er somit seit 1895 zum Inspektor der römischen Ausgrabungen Wiens wurde.
So entstand zwischen Kenner und Nowalski eine regelrechte Arbeitsteilung, wobei Nowalski für das Beschaffen des Fundmaterials beziehungsweise für das Aufzeichnen der Fundnachrichten zuständig war, während Kenner diese Ergebnisse dann publizierte. Nowalski dokumentierte in der Folgezeit alle Baustellen, die er zu Gesicht bekam. So hatte er 1897 zumindest 48 unterschiedliche Baustellen zum Teil auch gleichzeitig beobachtet. 1901 wurde Nowalski dann offiziell zum Inspektor der städtischen Ausgrabungen ernannt wurde. Stattfindende Ausgrabungen wurden von jetzt an entweder dem eigens für die archäologische Erforschung Wiens eingerichteten Ausschuss oder Nowalski persönlich gemeldet. Nowalski dokumentierte alle Baustellen auch in seinen Fundakten, wobei er auch einen – für die damalige Zeit ziemlich innovativ wirkenden – photographischen Apparat verwendete. Regelmäßig besuchte Nowalsi die verschiedensten Baustellen. Dabei motivierte er die Arbeiter und die Poliere mit kleinen Geldgeschenken und Zigarren ihre Arbeiten fortzusetzen und nicht, wie oft üblich, gefundene Stücke über Kunsthändler zu verkaufen. Aufgrund der unermüdlichen Arbeit Nowalskis, die auf seiner Skizzierungstätigkeit und Fundaufnahme fußt, ist es Kenner, welcher hauptsächlich für das Veröffentlichen der Funde zuständig war, gelungen ein umfangreiches Bild des römischen Wiens samt dessen Grenzpositionen zu eruieren. Auch geht der endgültige Beleg, dass das Legionslager in der Wiener Innenstadt zu lokalisieren ist, auf Kenners Publikation „Die archäologischen Funde aus römischer Zeit“, die als Artikel im ersten Band der „Geschichte der Stadt Wien“ veröffentlicht wurde, zurück.

## Museum Vindobonense
1887 wurde das Historische Museum der Stadt Wien im kürzlich neu eröffneten Rathaus der Stadt Wien etabliert. Jedoch aufgrund des erschöpften Kontingents an Lagerkapazität für die sich ständig vermehrende archäologische Sammlung begann man bereits um 1900 nach geeigneteren Räumlichkeiten zu suchen. Man wurde schließlich fündig: Räumlichkeiten der sich im vierten Wiener Gemeindebezirk befindenden Mädchenvolksschule Rainergasse wurden adaptiert und schließlich 1903 zum Museum Vindobonense umfunktioniert. Es wurden hier besondere Stücke des römischen Wiens präsentiert. Jedoch wurde weiterhin Grundlagenforschung von Seiten der k.k. Central-Comission betrieben, wobei deren Ergebnisse von Kenner veröffentlicht wurden. Nowalski kümmerte sich nun auch um das Kleben, Restaurieren sowie Inventarisieren von Fundstücken, sollte diesem noch eine gewisse Systematik für die Fundverwaltung gefehlt haben, wie man dies Erich Polascheks Randbemerkungen entnehmen kann, welcher ab 1912 ebenso für die Fundprotokolle wie auch die Funde samt deren Sachkataloge zuständig war. Dem Ersten Weltkrieg ist zu verdanken, dass die archäologischen Forschungen von da auf Eis gelegt worden waren, was in weiterer Folge auch die Schließung des extra für die Stadtarchäologie eingerichteten Gemeinderatsausschusses 1921 voraussetzte. Dies signalisiert auch das Ende der archäologischen Laufbahn Nowalskis. Josef Hilarius Nowalski de Lilia starb am 10. November 1928. Dabei erhielt er von der Stadt Wien ein ehrenhalber gewidmetes Grab  am Hietzinger Friedhof (Gruppe 29, Nummer 6).
Während des Zweiten Weltkrieges fiel das Museum Vindobonense einem Bombenanschlag der Luftwehr anheim, wodurch eine beträchtliche Sammlung wertvoller archäologischer Gegenstände verloren gegangen ist. Es ist leider aber auch zu erwähnen, dass auch die hungernde Bevölkerung dem Museum Vindobonense überdrüssig wurde und somit auch geplündert hat.
Heute bildet diese Sammlung den Grundstock der archäologischen Sammlung des Wien Museums.

## Publikationen Nowalskis
Grundsätzlich steht fest, dass Nowalski nie in der Lage war, Deutsch einigermaßen fließend zu beherrschen, wodurch die meisten Fundmeldungen und Berichte von Kenner publiziert wurden. Aber gerade diese Arbeitsteilung führte oft auch zu Fehlern, da Kenner oft auch die Fundtagebücher ohne Rücksprache mit Nowalski abgeschrieben hat, wodurch einige Transkriptionsfehler entstanden sind. Hinzu kommt die Tatsache, dass Kenner nie selbst Ausgrabungen einen Besuch abstattete, wodurch Handschriften und Veröffentlichungen oftmals unterschiedliche Hausnummern aufweisen. Tatsächlich aber hat Nowalski als autonomer Autor an einem deutschsprachigen Gemeinschaftsartikel über die römische Wasserleitung Wiens mitgewirkt sowie einen bei Carnuntum entdeckten Steinsarkophag in einem Beitrag veröffentlicht. Trotzdem liegt die Vermutung nahe, dass diese schriftlichen Arbeiten Nowalskis sprachlich korrigiert wurden.

## Ehrungen
Nach seinem Tod erhielt er ein ehrenhalber gewidmetes Grab am Hietzinger Friedhof.
Im Jahr 1959 wurde in Wien-Simmering (11. Bezirk) die Nowalskigasse nach ihm benannt.